# Cahuzac-sur-Adour
 Cahuzac-sur-Adour  (en occitano Caüsac d'Ador) es una población y comuna francesa, ubicada en la región de Mediodía-Pirineos, departamento de Gers, en el distrito de Mirande y cantón de Plaisance.

## Demografía
| 193 | 183 | 180 | 165 | 145 | 171 |
| Para los censos de 1962 a 1999 la población legal corresponde a la población sin duplicidades (Fuente: INSEE [Consultar]) |     |     |     |     |     |